# 1217
1217 (MCCXVII) fue un año común comenzado en domingo del calendario juliano.

## Acontecimientos
- Proclamación en Autillo de Campos de Berenguela como reina de Castilla. Inmediatamente renuncia en favor de su hijo Fernando (Fernando III), habido de su matrimonio con Alfonso IX de León.
- Proclamación de Fernando III como rey de Castilla en acto realizado en la Plaza Mayor de Valladolid.
- Comienzo de la Quinta Cruzada (1217–1221).

## Fallecimientos
- 6 de junio - Enrique I de Castilla, rey de Castilla. Hijo del rey Alfonso VIII de Castilla y de la reina Leonor de Plantagenet.